# 田原音彦
田原 音彦（たはら おとひこ、1964年〈昭和39年〉12月22日 - ）は、日本のミュージシャン、作曲家。宮城県仙台市出身。歌手の田原俊彦と名前が1字違いであるが、血縁関係等は無い。
妻は元タレントの野咲たみこ。父は社会学者・東北大学教授の田原音和。

## 経歴
徳永英明のバックバンドのキーボード奏者などを経て、1989年に、ファンハウスよりシングル「逢いにいきたい」で歌手デビュー。シングル5枚、アルバム2枚をリリースする。
歌手デビューと同時期に、KBS京都の深夜ラジオ番組『はいぱぁナイト』水曜日のパーソナリティで関西地区を中心に人気を集めた。番組開始当初からのパーソナリティとしては一番長く、5年半パーソナリティーを務めた。
現在は、楽曲提供及びセッションミュージシャンとしての活動を中心に音楽活動を行っている。
2009年5月にデビュー20周年を迎え、ファンに向けてMySpaceで新曲を無料配信後、自主制作で「シリウスと風速計と羅針盤」をリリース。本格的にシンガーソングライターとしての活動を再開する。
2011年2月から銀座のケネディハウスでステージに立っている。

## ディスコグラフィー

### シングル
|              | 発売日         | タイトル               | c/w            | 規格         | 規格品番     |
| ファンハウス | ファンハウス   | ファンハウス           | ファンハウス   | ファンハウス | ファンハウス |
| ------------ | -------------- | ---------------------- | -------------- | ------------ | ------------ |
| 1st          | 1989年5月25日  | 逢いにいきたい         | 少年           | 8cmCD        | 00FD-4012    |
| 2nd          | 1990年6月25日  | 風が吹いて             | 森の朝         | 8cmCD        | FHDF-1036    |
| 3rd          | 1992年6月1日   | 夕べの君はずるくて綺麗 | あなたのおかげ | 8cmCD        | FHDF-1179    |
| 4th          | 1992年11月26日 | 夜間飛行               | Fallin' Down   | 8cmCD        | FHDF-1234    |
| 5th          | 1993年9月26日  | TOGETHER               | Over There     | 8cmCD        | FHDF-1321    |

### アルバム

#### オリジナルアルバム
|              | 発売日        | タイトル                 | 規格         | 規格品番     |
| ファンハウス | ファンハウス  | ファンハウス             | ファンハウス | ファンハウス |
| ------------ | ------------- | ------------------------ | ------------ | ------------ |
| 1st          | 1989年6月25日 | OTOHICO -Better Days-    | CD           | 00FD-7110    |
| 1st          | 1989年6月25日 | OTOHICO -Better Days-    | CT           | 00FC-7110    |
| 2nd          | 1990年6月25日 | 風が吹いて               | CD           | FHCF-1066    |
| 2nd          | 1990年6月25日 | 風が吹いて               | CT           | FHTF-1066    |
| インディーズ |               |                          |              |              |
| 3rd          | 2009年8月8日  | シリウスと風速計と羅針盤 | MP3          |              |

### タイアップ一覧
| 曲名           | タイアップ                                       | 収録作品                   |
| -------------- | ------------------------------------------------ | -------------------------- |
| 逢いにいきたい | TBS系ドラマ『邪魔してゴメン!』オープニングテーマ | シングル「逢いにいきたい」 |

## 主な楽曲提供
- 沢田研二
  - DON'T TOUCH（アルバム『HELLO』収録、作曲）
- 森口博子
  - あなたのそばにいるだけで（作曲）
- Wink
  - 私の夏が始まる（アルバム『Flyin' High』収録、鈴木早智子ソロ、編曲）
- 野猿
  - Get down（編曲）
  - 叫び（編曲）
  - SNOW BLIND（編曲）